# Bård Sørlie
Bård Sørlie (* 4. April 1977 in Nittedal) ist ein ehemaliger norwegischer Eishockeyspieler, der den Großteil seiner Karriere beim Vålerenga IF in der norwegischen Eliteserien unter Vertrag stand. Er wurde mit dem Klub fünfmal Norwegischer Meister.

## Karriere
Bård Sørlie begann seine Karriere als Eishockeyspieler beim Skedsmo IK. Nachdem er beim CHL Import Draft 1995 von Laser de Saint-Hyacinthe als insgesamt 15. Spieler ausgewählt worden war, wechselte er in die Ligue de hockey junior majeur du Québec, ging aber nicht zu seinem Draftverein, sondern zum Ligarivalen Prédateurs de Granby. Mit diesen gewann er 1996 zunächst den Coupe du Président der Liga und anschließend den Memorial Cup der gesamten Canadian Hockey League. 1997 wurde er mit dem Klub, der sich fortan Cape Breton Screaming Eagles nannte, nach Cape Breton umgesiedelt. 1998 kehrte der Verteidiger in seine norwegische Heimat zurück, wo er für den Vålerenga IF in der Eliteserien spielte. Mit dem Klub wurde er 1999, 2001, 2003, 2005 und 2006 Norwegischer Meister. Nach dem fünften Titelgewinn beendete er 2006 seine Karriere.

### International
Für Norwegen nahm Sørlie im Juniorenbereich an den U18-Europameisterschaften 1994 und 1995 sowie den U20-B-Weltmeisterschaften 1994, 1995 und 1997 teil.
Im Seniorenbereich stand er im Aufgebot seines Landes bei den Weltmeisterschaften 1999 und 2001. Zudem vertrat er seine Farben bei der Olympiaqualifikation für die Winterspiele 2002 in Salt Lake City.

## Erfolge und Auszeichnungen
- 1996 Gewinn des Coupe du Président und des Memorial Cups mit den Prédateurs de Granby
- 1999 Norwegischer Meister mit Vålerenga IF
- 2001 Norwegischer Meister mit Vålerenga IF
- 2003 Norwegischer Meister mit Vålerenga IF
- 2005 Norwegischer Meister mit Vålerenga IF
- 2006 Norwegischer Meister mit Vålerenga IF